# Escasez de agua en Caleta Olivia de 2014
La escasez de agua en Caleta Olivia de 2014 (también llamado Días de Sed) fueron una serie de manifestaciones en contra de la falta de agua provocada por la ruptura del Acueducto Jorge Carstens, el cual también abastece a las localidades de Sarmiento, Comodoro Rivadavia y Rada Tilly en Argentina. La escasez comenzó el 10 de febrero con una ruptura en cercanías de Cerro Dragón, lo cual dejó sin agua a las localidades ribereñas del Golfo San Jorge.

## Causas directas

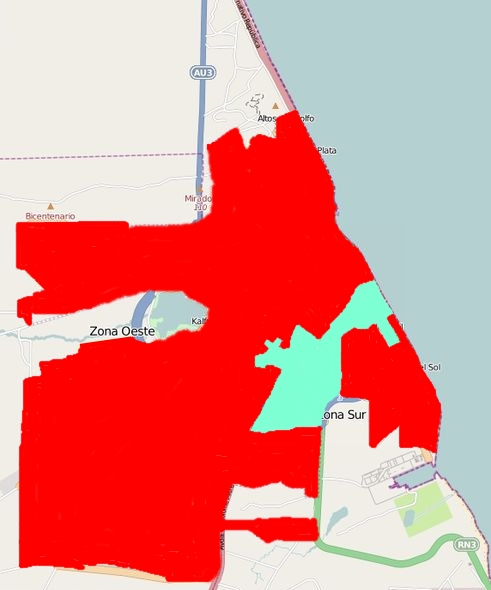
En rojo: zonas en donde no hubo agua de red; en azul, zonas donde hubo agua proveniente de Cañadón Quintar y Meseta Espinoza.

Terminada la reparación de la primera avería en Cerro Dragón el 11 de febrero, se produjo una avería en las cercanías de Valle Hermoso,
 lo cual produjo una demora en el suministro a las localidades que afectó hasta el día 17 de febrero. Una vez que la tubería fue rellenada con agua potable se produjeron las roturas y pinchaduras en el sector que conlleva a Caleta Olivia, el hecho que produjo este fenómeno fue que los caños se contraían al no haber agua en su interior y cuando volvía a bombear y a circular el agua las tuberías se dilataban y explotaban.[cita requerida]
El acueducto lleva acumulado desde 1999, más de 550 pinchaduras en el tramo de 77 kilómetros entre Cerro Arenales y Caleta Olivia, producto de la mala calidad de los materiales. En Comodoro Rivadavia, el agua se deja de suministrar los fines de semana debido al alto consumo por parte de la población, industrias y el Ejército Argentino.

## Conflictos

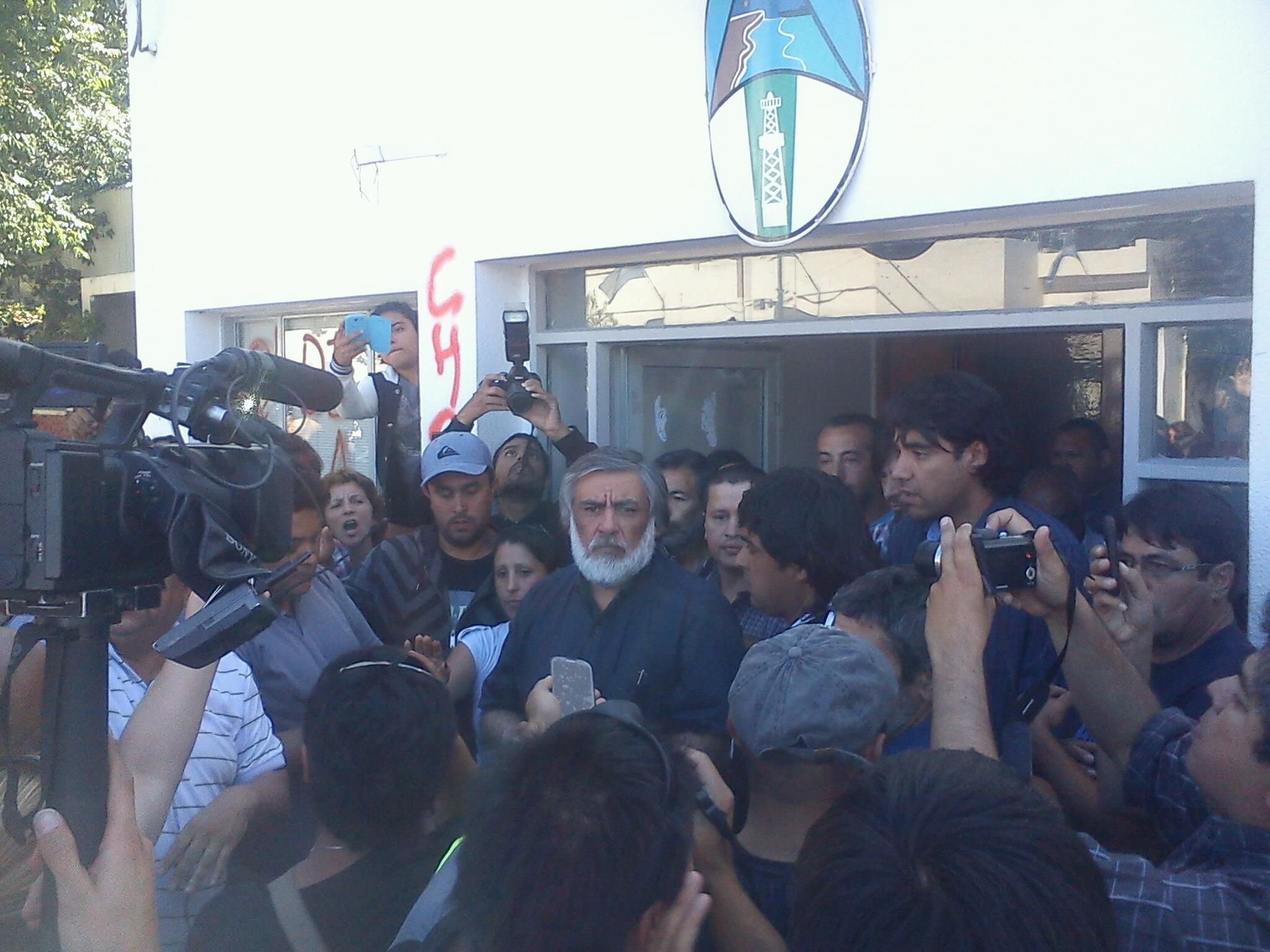
Intendente José Córdoba dando declaraciones.

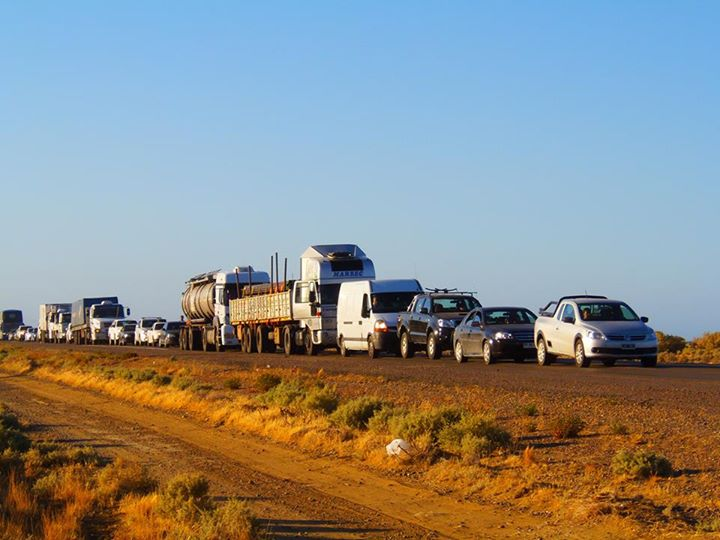
Automovilistas varados por el corte de ruta.

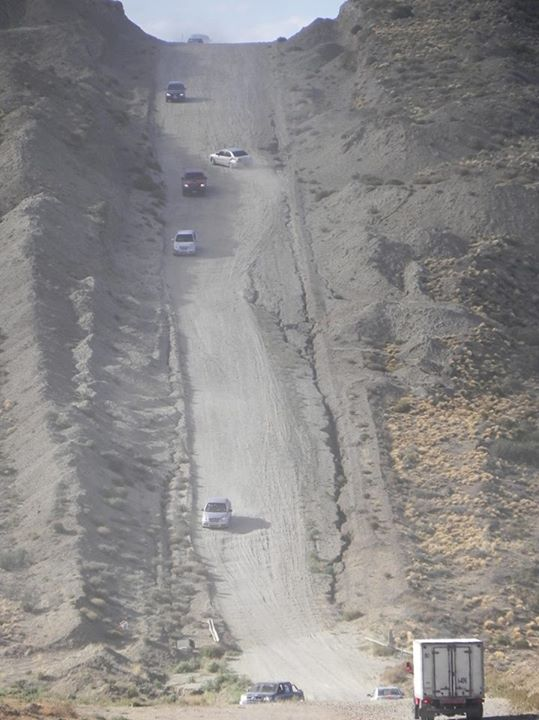
Caminos alternativos donde los automovilistas cruzan para evadir el corte de ruta.

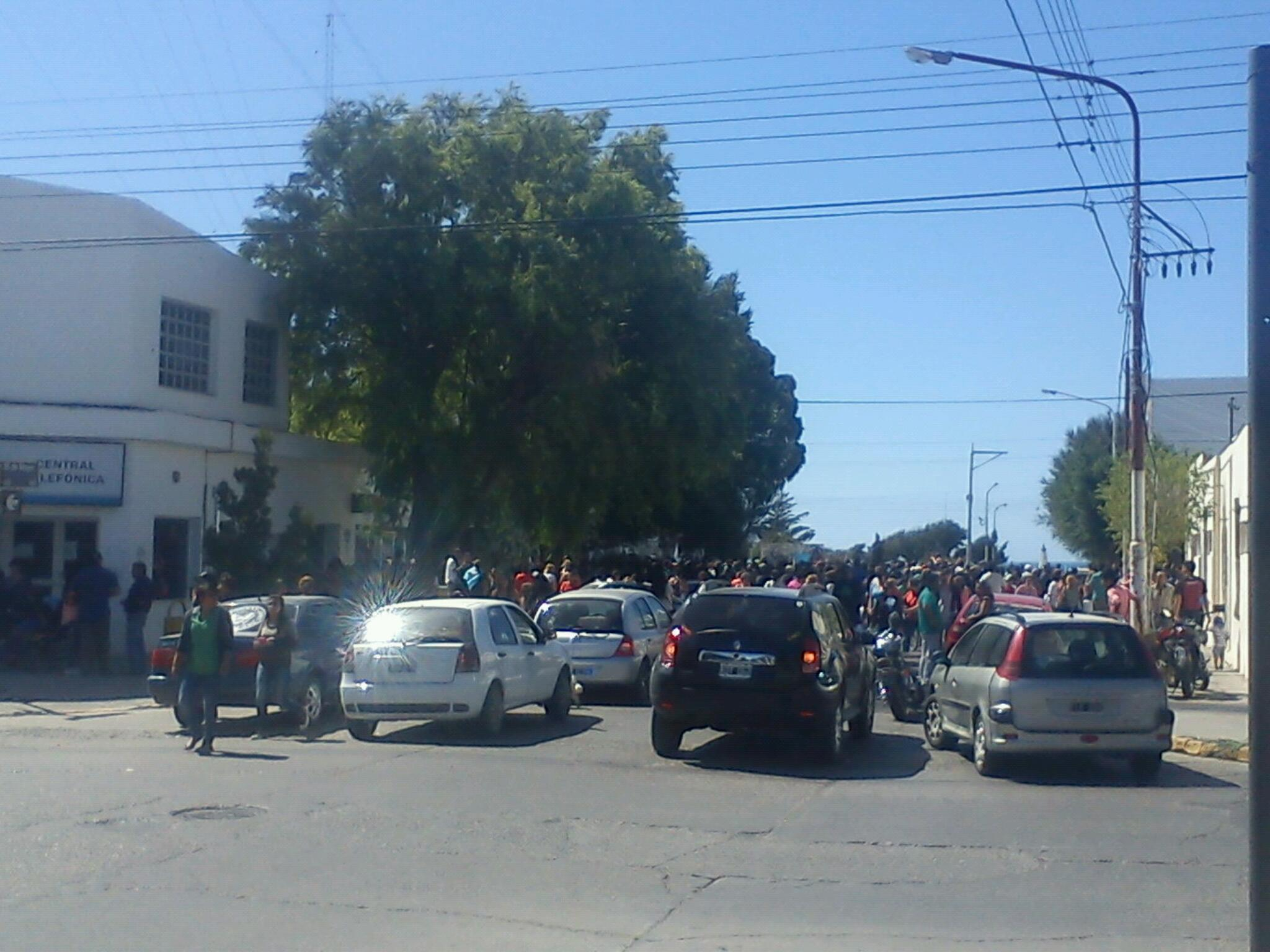
Manifestación al frente de la municipalidad.

El 17 de febrero alrededor de  3000 personas  salieron a reclamar y manifestarse en las calles con carteles pidiendo agua y cortando calles y avenidas, rodeando la municipalidad y cortando la Ruta Nacional 3 en el acceso norte de la ciudad. Dada la falta de agua parte de la población optó por utilizar agua del mar para higienizar sus hogares.
Luego de las discusiones por parte de la población y el intendente, se decidió iniciar corte de ruta en la RN 3; principal conector del este patagónico, hasta que el gobernador de la provincia de Santa Cruz, Daniel Peralta, arribase a Caleta Olivia en busca de una solución definitiva para el conflicto.
A la falta de agua se suma el colapso de la red cloacal, la ausencia de transporte público por parte de Autobuses Caleta Olivia, bancos y edificios públicos cerrados, hospitales con servicio mínimo y además paro en algunos pozos petrolíferos.

## Acueducto
El Acueducto Jorge Carstens prometía una duración de 100 años considerando un funcionamiento normal con una capacidad de 115 millones de litros por día.
- Sabotajes.
- Mal manejo del sistema.
- Demora en la construcción de un sistema paralelo para paliar la situación.
- Promesas de la construcción del Sistema Acueducto Lago Buenos Aires (para la Zona Norte de Santa Cruz).

Este tramo suele verse a lo largo de la Autovía Comodoro Rivadavia - Caleta Olivia; conector principal de 300 mil habitantes, y cada vez que se produce una pinchadura es fácil encontrarla.[cita requerida]
En 2013 se firmó una licitación para la «Optimización del Sistema Acueducto Regional Lago Musters – Comodoro Rivadavia – Rada Tilly – Caleta Olivia».
El titular del ENOHSA, Lucio Tamburo, presentó el plan de obras del acueducto paralelo y, además, dijo que se estima terminarlo entre agosto y setiembre.[cita requerida]
El plan que sugirió fue:
- Reemplazo de 46 kilómetros de cañería de PRFV de 600 y 700 mm.
- 5 estaciones de bombeo a repotenciar.
- Nueva planta potabilizadora:
  - Aumenta 45 % la producción de agua potable.
- Tramo Cerro Dragón – Cerro Arenales: Tercera conducción en paralelo en tuberías de PRFV DN 500, 400 y 350 mm.
- Tramo Sarmiento – Cerro Negro: Nueva conducción de 25 km de longitud en diámetro 600 mm y 700 mm.[39]

## Emergencia
Dentro del marco de las manifestaciones y la escasez del agua de red, el concejo deliberante declaró el 15 de febrero a la ciudad bajo la «emergencia hídrica», luego, se decretó el provincial a cargo de Daniel Peralta y la legislatura provincial.
A raíz de la prolongación de la emergencia hídrica, el Ejército Argentino redobló los esfuerzos y recursos para abastecer de agua potable a la ciudad.
Debido a la situación sanitaria, vecinos y autoridades municipales pidieron a la provincia que declare «zona de emergencia o desastre»

## Respuestas
El jefe de gabinete Jorge Capitanich dijo que «se han experimentado ocho roturas» en el acueducto que «presenta deficiencias y roturas en proceso de reparación, la mayoría de los barrios».

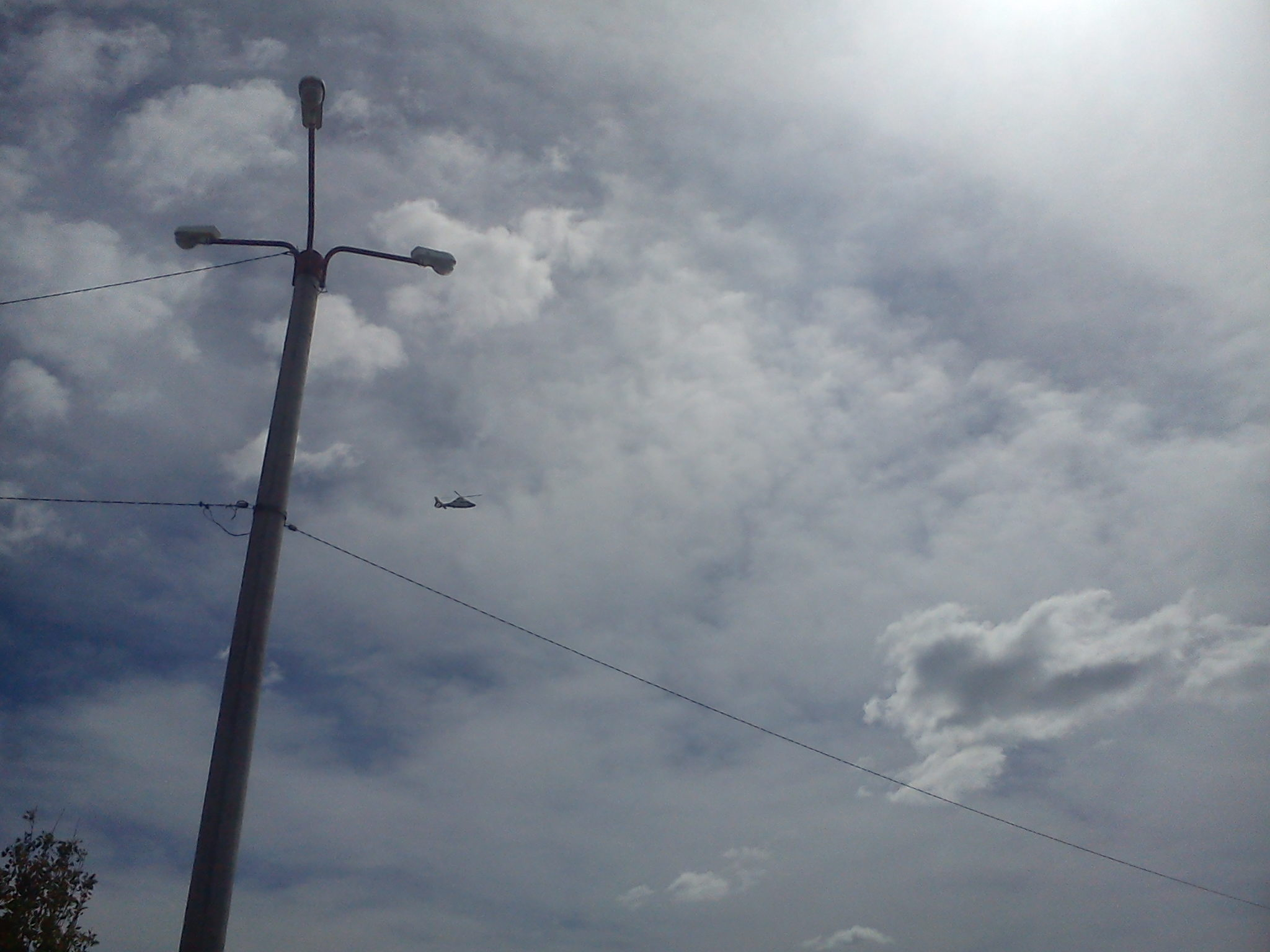
El titular del ENOSHA, Lucio Tamburo, escapando de la ciudad en helicóptero de la Prefectura Naval Argentina el 21 de febrero.

El gobernador Daniel Peralta declaró a la ciudad en emergencia hídrica por parte de provincia. Informó que pedirá autorización a la Legislatura para la toma de un crédito de unos $ 140.000.000 destinado a la compra de equipamiento, la construcción de un acueducto para los pozos de captación de Cañadón Seco y la construcción de una planta de ósmosis inversa que aportaría 5 000 000 de litros de agua por día. En cuanto al vicebogernador, Fernando Cotillo, criticó a los vecinos que protestaban y dijo que «los cortes de ruta en reclamo del agua buscan sembrar la incertidumbre». También visitó la zona del acueducto afectada.
El intendente de Caleta Olivia, José Manuel Córdoba, criticó el corte de la RN 3 e informó que se distribuía agua a través de 17 camiones con 900.000 m³. El concejal Juan Erwin Bolívar Acuña Kunz dijo que pedirá informes por soluciones que no llegasen a la ciudad.
La diputada provincial Estela Bubola criticó al gobierno diciendo que «es obsceno que se gasten más de $20.000.000 en una fiesta en El Calafate mientras Caleta no tiene agua». Solicitó urgentemente una sesión extraordinaria de la Legislatura Provincial en Caleta Olivia. También criticó al intendente de El Calafate.
El Consejo Provincial de Educación suspendió las actividades escolares en todo el mes de febrero en Caleta Olivia, Cañadón Seco, Jaramillo y Fitz Roy. El ENOHSA informó hacia el 20 de febrero que el acueducto paralelo se encontraba en un 20 % de construcción.
El Sindicato de Obreros y Empreados Municipales y el Sindicato de Petroleros Privados de Santa Cruz pidieron a las autoridades que «se pongan al frente de problema». El secretario de este último sindicato cargó contra las operadoras petroleras. La Junta Municipal de Protección Civil manifestó en una carta dirigiéndose al gobernador con el fin de solicitar «su rápida intervención».
Omar Latini, el itular del Partido Obrero en Santa Cruz, radicó una denuncia por «incumplimiento de los deberes del funcionario público», tanto en contra del intendente como del gobernador y su gabinete.
Un grupo de vecinos elaboraron un petitorio pidiendo la presencia del gobernador Peralta y exigieron al Concejo Deliberante un pedido de juicio político y restitución del intendente local. También radicaron denuncias.

## Ayudas

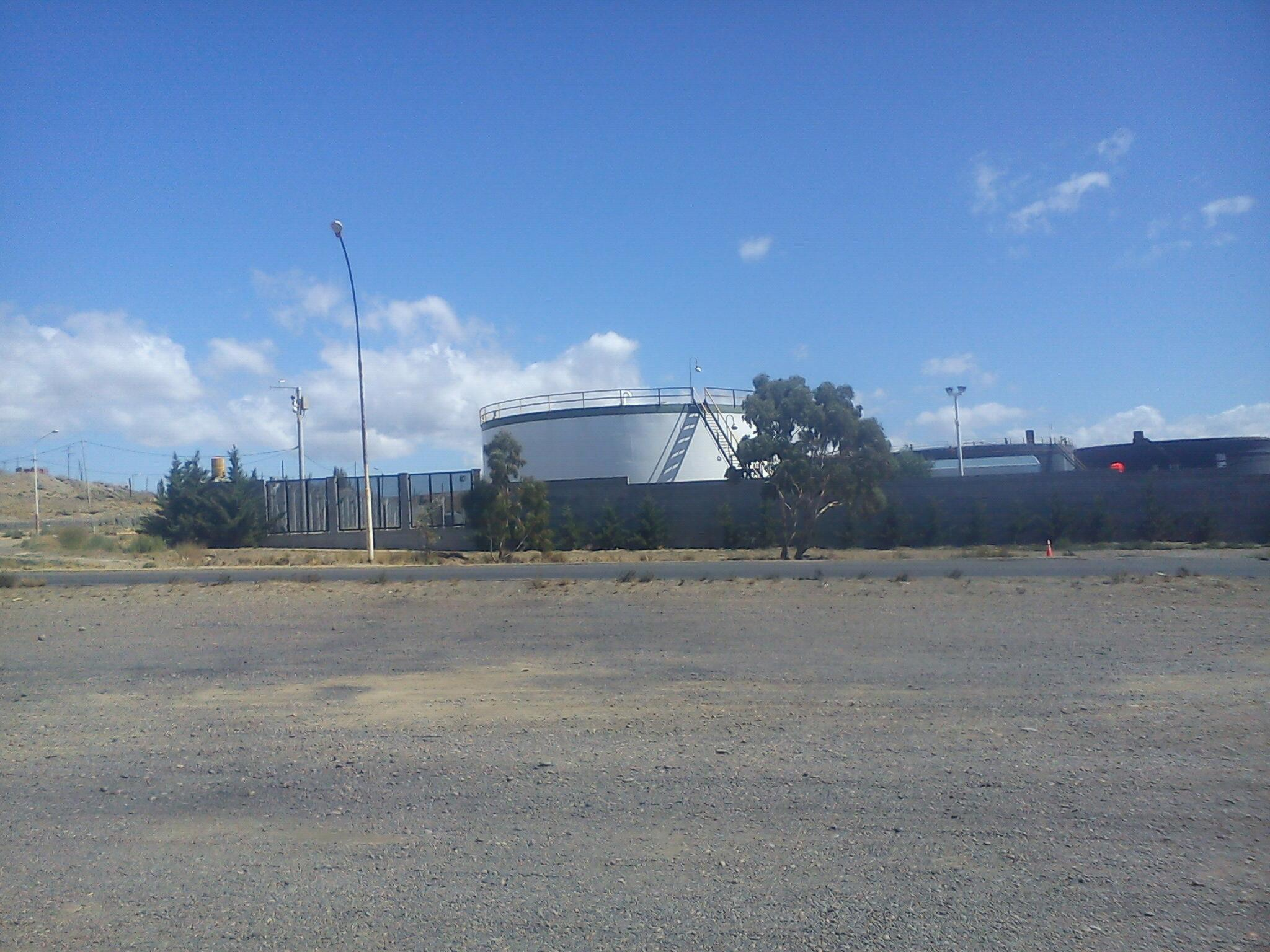
Reserva de 5000 m³ ubicada en la playa de tanques YPF.

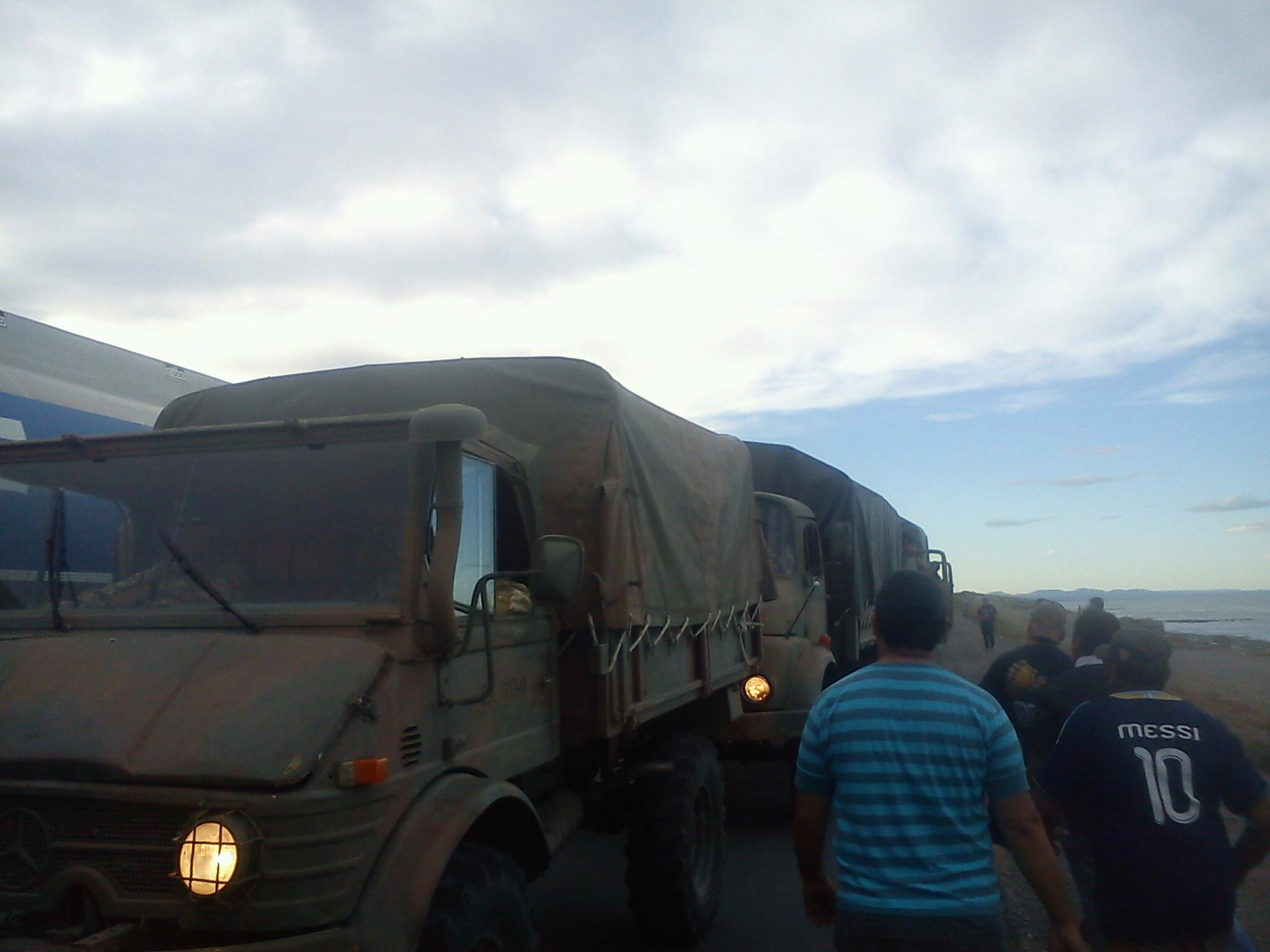
Camiones del Comando Brigada Mecánica IX arribando a la ciudad.

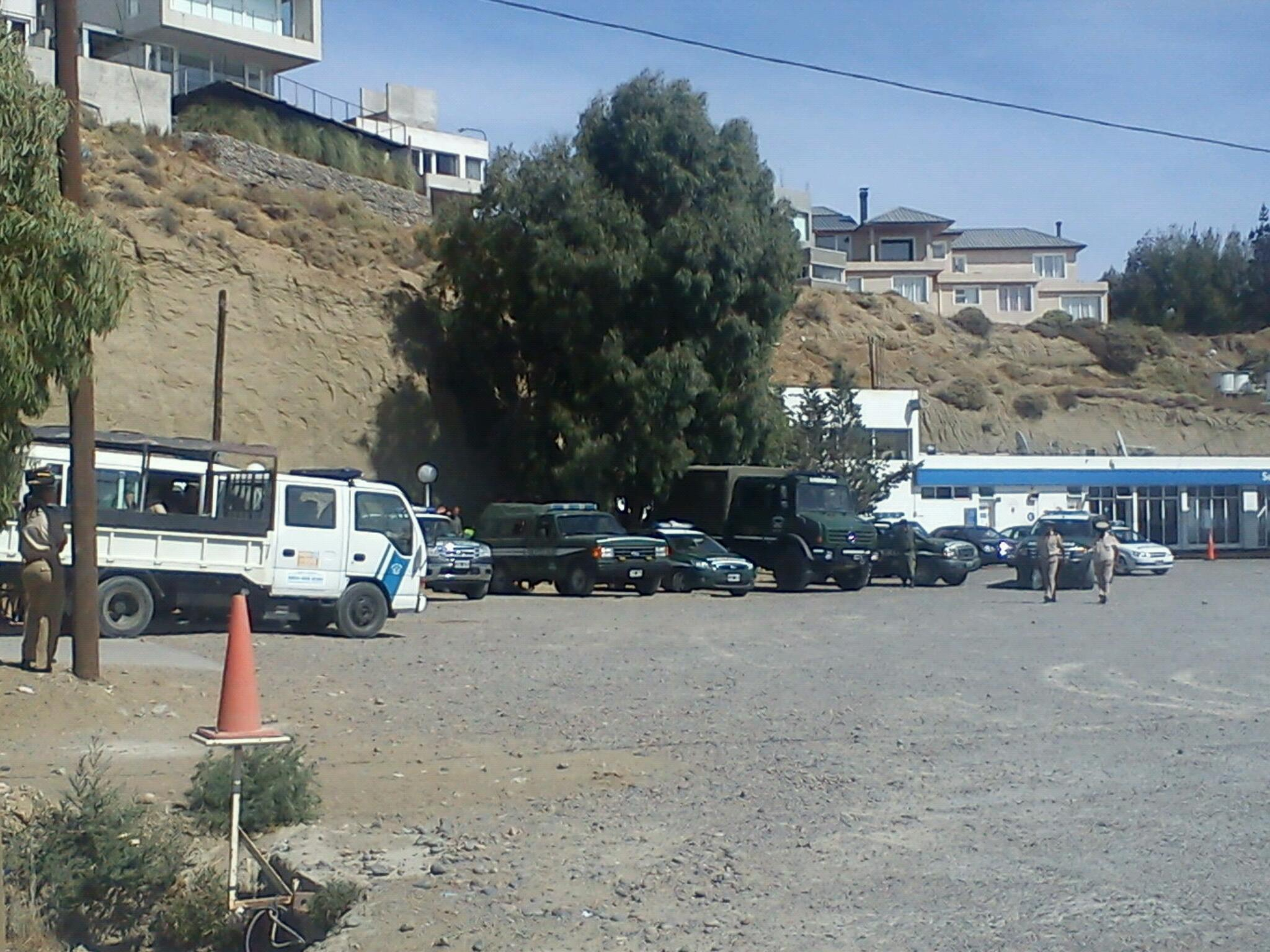
Gendarmería Nacional apostada en el acceso norte

Por la falta de agua de la ciudad, varias empresas, comercios, gremios, organizaciones, entre otros colaboraron con el envío de agua mineral y alimenteos a la ciudad.
- Supermercados La Anónima: realizó una donación de 4 mil litros a través de botellas de agua mineral.[cita requerida]
- Petrolera Instalex: repartió 5500 litros a través de un camión perteneciente a la firma.[65]
- El Batallón 86 "Aonikenk" de los Exploradores Argentinos de Don Bosco, colaboró en la Dirección General de Protección Civil Zona XI, prestando funciones en la atención de teléfonos, recepción de pedidos y descarga y entrega de bidones de agua potable.[cita requerida]
- Frente Unión para Vivir Mejor (UCR): Inició una campaña de ayuda para la ciudad juntando agua mineral de distintos poblados de la provincia.[66][67]
- Diversos comercios colaboraron en la distribución de alimentos a la gente que realizaba el corte de ruta.[cita requerida]
- Diversas ciudades de la Cuenca del Golfo San Jorge colaboraron con camiones cisternas para su distribución en Caleta Olivia.[68]
  - 2 camiones cisterna dispuso Comodoro Rivadavia.
  - 2 camiones cisterna dispuso Perito Moreno.
  - 2 camiones cisterna dispuso Pico Truncado.
  - 1 camión cisterna dispuso Río Gallegos.
- YPF realizó una donación de 6 mil litros de a través de bidones de agua mineral de 8 litros. Además puso a disposición camiones cisternas de diferentes empresas de servicios, venidas desde las localidades de Comodoro Rivadavia, Pico Truncado y Las Heras.[cita requerida]
- El gremio docente ADOSAC donó agua mineral envasada, a través de su filial Caleta Olivia.[cita requerida]
- FM Nueva Generación, de la ciudad de Pico Truncado, donó 92 000 litros de agua potable para el Hospital Zonal Pedro Tardivo.[69][70]
- El Centro de Estudiantes Santacruceños en La Plata envió ayuda a través de una colecta de agua para la ciudad.[cita requerida]

### Ejército Argentino
- El Regimiento de Infantería Mecanizado 8 colaboró con 4 mil litros de agua mineral y camiones para su distribución en las uniones vecinales.[68]
- Utilización de una planta potabilizadora en los campos de Novosel, donde principalmente abastece al Bo. Zona de Chacras y sus asentamientos.[71]
- Utilización de una planta de ósmosis inversa (desalinizadora) proveniente de Bahía Blanca, que fue instalada el 23 de febrero en la zona del Puerto Caleta Paula, 14 efectivos de Infantería de Marina y personal de la propia secretaría encargado de coordinar el despliegue de los recursos enviados.[68]
- Envío de 7 efectivos del Comando Brigada Mecánica IX, junto a 3 plantas potabilizadoras (una de las cuales estaba en reserva) con capacidad para producir 10.000 litros de agua potable por hora, las cuales estaban en el paraje La Laurita, a 25 kilómetros de la ciudad, donde realizaron el proceso de obtención, potabilización y posterior distribución de agua.
- Hasta el día 22 de febrero se encontraban 29 camiones afectados a la distribución de agua.[68]